# مخبر فينومينولوجيا وتطبيقاتها
مخبر الفنومينولوجيا وتطبيقاتها (بالقبائلية: ⵎⵅⴱⵔ ⴰⵍⴼⵢⵏⵓⵎⵢⵏⵓⵍⵓⴵⵢⴰ ⵓⵜⵟⴱⵢⵇⴰⵜⵁⴰ) (بالفرنسية: Laboratoire Phénoménologie Et Ses Applications)‏ بجامعة تلمسان، هو مخبر فلسفي يختص بالبحث في المواضيع الفلسفية الكبرى بمنظور فنومينولوجي وبتطبيقاتها المنهجية والتقنية والموضوعية، بهدف إنزالها إلى مستوياتها الظاهراتية، التي تتحدد فيها الأشياء وتصنع فيها الأحداث، الأمر الذي يجعل من المواضيع الثلاثة التالية: الفن، الدين، اللغة . تحضا بأولويات المخبر البحثية وضمن اهتماماته المعرفية، حيث يخص لكل موضوع من هذه المواضيع فرقة بحثية مكونة من أعضاء مختصين فيه، وبالتالي فإن المخبر سيقوم على ثلاثة فرق، فرقة الفن وفرقة الدين وفرقة اللغة، وتعتبر مجلة لوغوس لسان حال المخبر وقناته الرسمية للكتابة والبحث التي تتيح للمهتمين النشر فيها.

## لماذا مخبر الفنومينولوجيا وتطبيقاتها؟
يفرض مخبر الفنومينولوجيا وتطبيقاتها نفسه كضرورة معرفية في حقل الفلسفة المعاصرة على جميع المستويات، نظرا للفراغ الذي تعيشه الفلسفة هكذا اختصاصات في أبعادها المنهجية والموضوعية، في ظل هيمنة الطرائق التقليدية على الدراسات المعرفية بما فيها الفلسفية، في ظل هذا الفراغ الإبستيمي نعتقد أن مخبر الفنومينولوجيا وتطبيقاتها سيوفر المناخ المعرفي البحثي لهذه المجالات، وبالتالي سيساهم كثيرًا في سد هذه الفجوات بما يتوفر عليه من مواضيع حيوية ستكون حتما أرضية مناسبة الباحثين وللطلبة الشغوفين بالفنومينولوجيا ومشتقاتها.

## تعريف
هو منشأة للبحث العلمي وفضاء للقاء الاساتذة المتخصصين والطلبة من أجل البحث والتكوين اسستها الدولة الجزائرية وفق المادة 7 من المرسوم التنفيذي رقم 99- 244 المؤخ في 21 رجب عام 1420 الموافق 31 أكتوبر سنة 1999، وهو الحال بالنسبة لمخبر الفينومينولوجيا وتطبيقاتها الذي تأسس بدوره وفق القرار رقم 242 سنة  2013.

## نبذة عن المخبر
في يوم الثالث من شهر نيسان من عام ألفيين وثلاثة عشر2013 ، أنشأ مخبر الفينومينولوجيا وتطبيقاتها، تلبية لتطلعات مجموعة من أساتذة شعبة الفلسفة بجامعة أبو بكر بلقايد تلمسان الجزائر، وتكريسا لفلسفة وزارة التعليم العالي والبحث العلمي، التي تجعل من التكوين والبحث أولوية الأولويات والقصد المبتغى. وطّن المخبر بقسم العلوم الإنسانية، المتعلق بكلية العلوم الإنسانية والعلوم الاجتماعية، والمرتبط بنيابة العمادة لما بعد التدرج، وبترميز هو w0487100، و برقم 71؛ يتشرّف حاليا بإدارته الأستاذ أحمد عطّار بالقرار رقم 40 مؤرخ في 28 فيفري 2018 المتضمن تعيين مدير مخبر البحث، ويشتمل المخبر على فرق خمس: الفرقة الأولى برئاسة الأستاذ الدكتور عبد القادر بودومة، تُعنى الفرقة بفينومولوجيا الفن وتطبيقاتها. الفرقة الثانية برئاسة الدكتور مونيس بخضرة، تتركز أبحاث الفرقة حول فينومينولوجيا الدين. الفرقة الثالثة برئاسة الدكتور دليل محمد بوزيان تهتم هذه الفرقة بفينومينولوجيا اللغة. الفرقة الرابعة برئاسة الدكتور أحمد عطار، تنصب اهتمامات الفرقة حول المناهج الفلسفية وإمكانياتها العملية. وأخيرا الفرقة الخامسة برئاسة الدكتور شوقي محمد الزين تتجه صوب التأويليات و جماليات التصوف.

## أعضاء المخبر

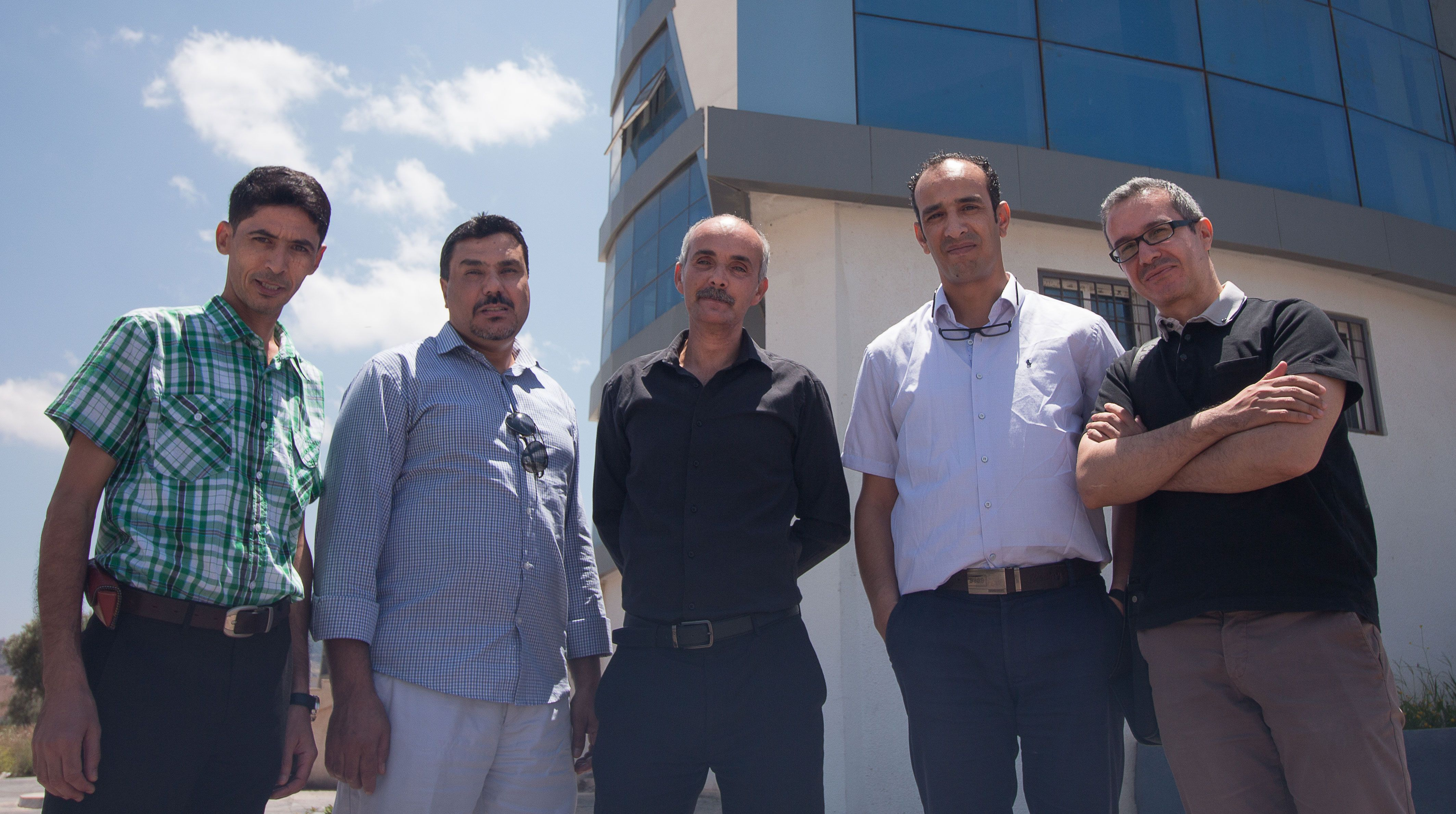
رؤساء فرق البحث (من اليمين إلى اليسار) شوقي محمد الزين – عطار أحمد – بودومة عبد القادر – دليل محمد بوزيان – مونيس بخضرة

يبلغ 52، أمّا الفضاء الذي يشغله فهو في حدود 2م80، ينقسم إلى مكاتب وورشة، مساحة المكاتب في حدود 2م20، بينما تتربع الورشة على مساحة تقدرب: 2م60. يهدف المخبر ويقصد الفلسفة والمناهج المعاصرة، تحديدا الفينومينومينولوجيا، إن كان هذا الهدف يكتسي الصبغة العامة النظرية، غير أن الهدف الثاني والذي لا يقل أهمية والذي يتبناه المخبر والذي يعمل أعضاؤه على تحقيقه بسبل شتى، فيتمثل في تكوين طلبة الدكتوراه في ميادين ذات الوشائج متشابكة من تصوف وتشكلات ثقافية؛ كل ذلك يتم بواسطة اللقاءات العلمية المحلية والدولية مثل الملتقى الوطني الأول (الفلسفة والنقد الثقافي) وكذا الملتقى الدولي : جاك ديريدا ومعاصروه والملتقى الدولي الفلسفة والموسيقى 2018.

## الأهداف
يهدف مخبر الفنومينولوجيا وتطبيقاتها، إلى خلق فضاءات بحثية خاصة بحقول الفنومينولوجيا، بالإضافة إلى تنشيط الدراسات الفنومينولوجية التي طالما ظلت منعدمة من مقرراتنا و برامجنا الفلسفية، بما فيها العمل على توظيف الفنومينولوجيا كمنهج لتقويم منتجات الفهم البشري، والدفع إلى انفتاح الدراسات الفلسفية على المناهج المعاصرة.
كما يهدف أيضا إلى تشجيع الطلبة الباحثين على الانخراط في استهلاك وإنتاج مكونات الفنومينولوجيا، بما يتناسب مع خلق الديناميكية الفكرية والمعرفية ضمن أطر الفنومينولوجيا، لعله يساعد على إنتاج مقومات الفعل الفنومنولوجي الخاص بمجتمعاتنا.

## المواضيع المراد دراستها في المخبر
انطلاقا من محددات عنوان المخبر، يتضح أن مخبر الفنومينولوجيا وتطبيقاتها سيبنى على المواضيع الثلاثة التالية:
موضوع الفن والدين واللغة، التي يضعها ضمن أولويات مشاريعه البحثية، بما فيها المواضيع المشتقة منها، وحتى التي لها علاقة بها، بهدف الإحاطة بجميع جوانبها وأبعدها، كالجمال والاعتقادات والعرفان والرمز والدلالة والاسم و غيرها من مواضيع الفنومينولوجيا.

## مجلة لوغوس
مجلة 'لوغوس' مجلة فلسفية سداسية، تعنى بقضايا الفكر والإبداع العلميين. ظهرت في عددها التجريبي سنة 2011 بمبادرة من بعض اساتذة قسم الفلسفة وتحت إشراف الأستاذ: بودومة عبد القادر، مدير مختبر الفينومينولوجيا وتطبيقاتها، وتعتبر مجلة 'لوغوس' المكتوب الأكاديمي والعلمي الوحيد المنفتح على الاهتمامات والغايات الأساسية للمختبر ويشرف على تسييرها العلمي هيئة علمية مشكلة من أساتذة من داخل وخارج جامعة تلمسان الجزائر. من أهم الأفكار التي تجمعهم هي أن تكون 'لوغوس' ملتقى الأسئلة الفكرية التي يطرحها باستمرار راهننا. بالإضافة إلى كونها تريد أن تكون فضاءا مفتوحا على المبادرات العلمية الجادة والمهتمة على وجه الخصوص بالبحث الفلسفي وقضايا علوم الإنسان عموما، في سنة 2019 وصلت المجلة إلى عددها التاسع وهي موجودة على البوابة الجزائرية للمجلات العلمية.

## شعار المخبر للفنان (معاشو قرور)

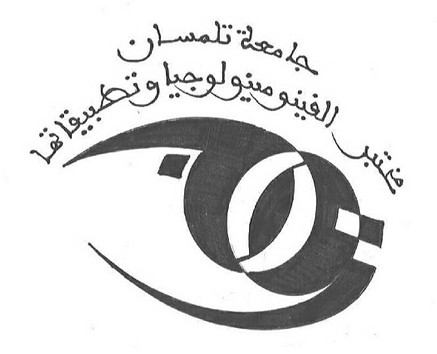
شعار المخبر للفنان معاشو قرور

إن شعار مختبر الفينومينولوجيا وتطبيقاتها، يستلهم تكويناته البصرية من تجريدية الحرف العربي، ومن تداخل احرفه الثلاثة (م، ف، ت) تتشكل أيقونة العين، بوصفها جماع المحاسن كلها، كما هي الفلسفة أم العلوم قاطبة. اعتمدنا ثنائية الظل والنور، الأبيض والأسود، لخلق تناسب منطقي بين الإمتاع والإقناع، بين الاحتمالي والمنطقي. يتيح الفهم الظاهراتي لثقافة العين أن تحول استبدالات المرئي واللامرئي إلى نسق معرفي. وهو الملمح الذي نستشفه في ومضة بؤبؤ العين الذي تتظافر عنده الاستنارة الفينومينولوجية للعين الوامضة. وأثبتنا كتابة اسم المختبر وجامعة تلمسان بالخط الأندلسي /المغربي، الذي تعتبر تلمسان إحدى حواضر الكتابة والتأليف به.

## بعض مؤلفات أعضاء المخبر
- تأويلات وتفكيكات : فصول في الفكر الغربي المعاصر، المركز الثقافي العربي، بيروت-الدار البيضاء، [8] 2002.
- هويات وغيريات، منشورات الاختلاف، الجزائر، 2002.[9]
- سياسات العقل، دار الغرب، وهران، 2005.
- إزاحات فكرية: الحداثة والمثقف، منشورات الاختلاف، الجزائر، 2005.[10]
- فلسفة التأويل (ترجمة عربية لكتاب غادامير الفيلسوف الألماني)، منشورات الاختلاف، الجزائر؛ الدار العربية للعلوم والمركز الثقافي العربي، بيروت، 2006.[11]
- الإزاحة والاحتمال. صفائح نقدية في الفلسفة الغربية، الجزائر-بيروت، منشورات الاختلاف والدار العربية للعلوم، [12] 2008.
- ابتكار الحياة اليومية (ترجمة عربية لكتاب ميشال دو سارتو)، منشورات الاختلاف، الدار العربية للعلوم، الجزائر-بيروت، 2010.[13]
- الذات والآخر: قراءات معاصرة في العقل والسياسة والواقع، منشورات الاختلاف، منشروات ضفاف، دار الأمان، الجزائر-بيرو ت-الرباط، 2012.[14]

- ميشال دو سارتو: منطق الممارسات وذكاء الاستعمالات، دار ابن النديم، منشورات روافد ثقافية، الجزائر-وهران-بيروت، 2013.
- الثقاف في الأزمنة العجاف: فلسفة الثقافة في الغرب وعند العرب، منشورات الاختلاف، منشورات ضفاف، دار الأمان، الجزائر-بيروت-الرباط، 2013.[15]
- تاريخ الوعي (مقاربات فلسفية حول جدلية ارتقاء الوعي بالواقع)، منشورات الاختلاف، الدار العربية للعلوم ناشرون.[16]

## وصلات خارجية
- الموقع الرسمي لمخبر الفينومينولوجيا وتطبيقاتها.
- رابط مجلة «لوغوس» على البوابة الوطنية للمجلات العلمية.